# Evangelisches Johannesstift
La Evangelisches Johannesstif es una institución protestante alemana ubicada al noroeste del distrito de Spandau, en Berlín. Fue fundada el 25 de abril de 1858 por el teólogo y educador social, Johann Hinrich Wichern, con el objetivo principal de prestar ayuda a los más desvalidos y desposeídos de la sociedad berlinesa de ese entonces.

## Ubicación y estructura
En el año 1864, comenzó en el barrio berlinés de Plötzensee (Charlottenburg-Wilmersdorf), la construcción planificada del Johannesstift con 30 casas. Sin embargo, debido a la construcción del Puerto Occidental (Westhafen) de esa zona, el sitio tuvo que ser vendido en 1906. Desde 1910, Johannesstift se encuentra ubicado en su campus actual de 75 hectáreas en el bosque de Spandau. Cuenta con 3.400 empleados y más de 400 voluntarios.
El campus central cuenta con un hotel con centro de convenciones, un hospital clínico, una escuela primaria y secundaria en la Avenida Schönwalder (de 1º a 10º grado), una iglesia evangélica luterana, una librería, una piscina, varias tiendas pequeñas, un vivero y numerosas instituciones diaconales. La institución se divide en las siguientes cuatro grandes áreas de trabajo: la geriatría y la atención geriátrica, la asistencia para discapacitados, los servicios para la juventud e infancia y el Centro Educativo Diaconal, que combina varios cursos de capacitación sobre las profesiones sociales. La residencia de personas mayores es un centro que cuenta con dependencias de dos tipos: el área que vive en comunidad  (Wohngemeinschaft) y otro con apartamentos independientes. 
Todos los años se celebran grandes festivales populares de Acción de Gracias y Navidad, a los que acuden miles de personas de todas las partes de Berlín y sus alrededores.
Asimismo, Johannesstift es también un proveedor de servicios diaconales para el estado de Brandeburgo de la Iglesia evangélica en Alemania (EKD).
El Evangelische Johannesstift Berlin depende como una institución de beneficencia, de donaciones y herencias para poder operar. Estos contribuyen significativamente al desarrollo de nuevos servicios e inversiones para niños y adolescentes, personas con discapacidades y ancianos. El trabajo actual generalmente es también refinanciado con fondos públicos.